# Actinocephalus ithyphyllus
Actinocephalus ithyphyllus är en gräsväxtart som först beskrevs av Carl Friedrich Philipp von Martius, och fick sitt nu gällande namn av Paulo Takeo Sano. Actinocephalus ithyphyllus ingår i släktet Actinocephalus och familjen Eriocaulaceae. Inga underarter finns listade i Catalogue of Life.